# Schlämmanalyse
Die Schlämmanalyse, auch als Schlämmen oder Schlämmung bezeichnet, ist ein mechanisches Trennverfahren zur quantitativen Bestimmung des Feinkornanteils einer Sedimentprobe (Dispersitätsanalyse). Die Schlämmanalyse ist eines der Verfahren der Sedimentationsanalyse.
Die zu Grunde liegenden Prinzipien werden auch bei der Trennung von Stoffgemengen zur Gewinnung der Einzelfraktionen angewendet, so etwa bei der Trennung von Goldkörnchen und Sand.

## Prinzip
Das Schlämmverfahren wird eingesetzt, wenn ein mit Wasser vermischtes Haufwerk (granulare Materie) vorwiegend aus Feinstkorn („Schlämmkorn“, Korngrößen mit einem Äquivalentdurchmesser von kleiner 0,063 mm) besteht. Die darin als Schwebstoffe enthaltenen Kornfraktionen Schluff und Ton lassen sich mittels einer Siebanalyse nicht mehr voneinander trennen. Um die Kornverteilung zu bestimmen, werden die unterschiedlichen Sinkgeschwindigkeiten der beiden Kornfraktionen ausgenutzt.

## Durchführung
Bei der Schlämmanalyse wird die Probe in Wasser zu einer Suspension aufgerührt und diese in einem Messzylinder stehen gelassen. Aufgrund des je nach Korngröße unterschiedlichen schnellen Absinkens
der Schwebstoffe (Sedimentation) verändert sich mit der Zeit die Verteilung der Korngrößen und damit die Verteilung der Dichte in der Suspension. Zum Messen der Änderungen der Dichteverteilung wird ein Aräometer in festgelegten Zeitabständen in die Suspension eingetaucht. Aus den Eintauchtiefen werden die Dichten und daraus die Massenanteile der Kornfraktionen über ein Nomogramm nach dem Gesetz von Stokes ermittelt. Daraus ergibt sich eine Kornverteilungskurve. Anteile größer 0,063 mm (63 µm) werden, je nach Anteil an der Gesamtmasse, vor oder nach der Schlämmanalyse durch Nass-Siebverfahren, Trocknung und Wägung/prozentuale Auswertung ermittelt (Kombinierte Sieb- und Schlämmanalyse).

## Schlämmen in der Mikropaläontologie

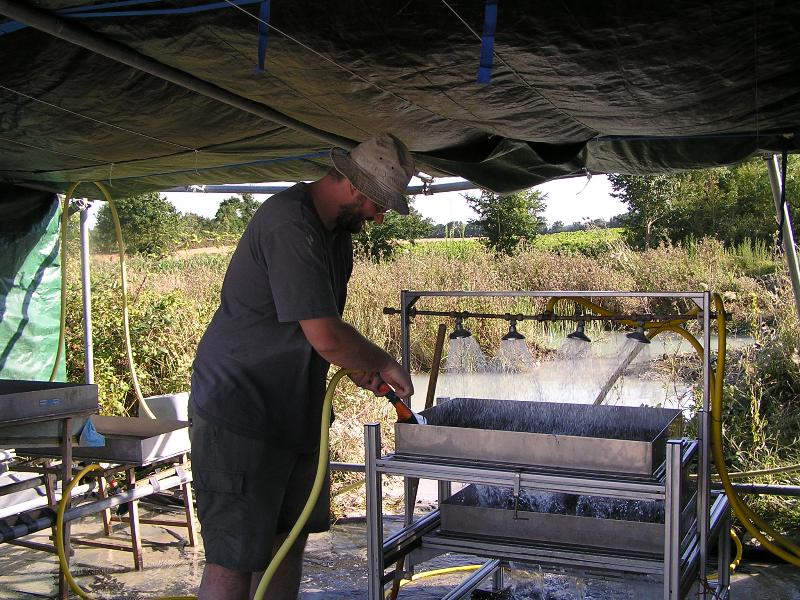
Betrieb einer Schlämmanlage für unterkretazische Fossilien in der Fundstelle Champblanc nahe der westfranzösischen Stadt Cognac

Als Schlämmen wird auch ein Verfahren zur Gewinnung von Mikrofossilien bezeichnet. Das sind Fossilien kleiner als 2,0 mm, die als Siebrückstand einer Sedimentprobe erhalten bleiben. Das feinere Sediment wird mit fließendem Wasser fortgespült. Das Schlämmverfahren wurde von Eduard Peters in die Arbeit der Paläontologie eingeführt.

## Schlämmen in der Archäobotanik
In der Archäobotanik wird geschlämmt, um verkohlte Pflanzenreste aus dem Sediment auszusondern.